# Chernes hispaniolicus
Chernes hispaniolicus är en spindeldjursart som beskrevs av Beier 1976. Chernes hispaniolicus ingår i släktet Chernes och familjen blindklokrypare. Inga underarter finns listade i Catalogue of Life.